# Boughton under Blean
Boughton under Blean est une paroisse civile et un village du Kent, en Angleterre.